# Gruppo Mezzacorona
Il Gruppo Mezzacorona è un'azienda cooperativa del settore vitivinicolo, con sede nella Piana Rotaliana, in provincia autonoma di Trento, nel paese di Mezzocorona. Al Gruppo fanno capo le Cantine Mezzacorona, la casa madre, le Cantine Rotari, che producono spumanti Metodo Classico Trentodoc, e Feudo Arancio, con sede a Sambuca di Sicilia. 
Nata il 5 giugno 1904, con la sottoscrizione dell’atto di fondazione da parte di 13 soci viticoltori, la cooperativa conta oggi nel solo Trentino-Alto Adige 1.600 soci e 2.800 ettari di vigneto, con più di 345.000 quintali d’uva conferita e una produzione annua che ha superato i 45 milioni di bottiglie.
È stata inserita dal Wine Spectator fra le 100 cantine migliori d’Italia.

## Vini
Il Gruppo Mezzacorona è il maggior produttore italiano di Teroldego Rotaliano, di cui vanta anche la prima bottiglia Doc del Trentino (1971). Il Gruppo detiene il primato a livello nazionale anche per la produzione di Lagrein, Pinot Grigio, Chardonnay e Gewürztraminer.

## Sostenibilità ambientale

### Lotta ai parassiti
Gli agronomi Mezzacorona hanno contribuito alle prime sperimentazioni e alla diffusione della pratica della confusione sessuale, oggi ampiamente utilizzata nella lotta integrata per debellare gli insetti dannosi alla vite senza l'utilizzo di fitofarmaci: la prima applicazione su ampia scala (circa 22 ettari – 13,7 ha reali + 4 ha vigneti di bordo e altri 4,5 ha di orti e giardini) è considerata infatti quella del vigneto Sottodossi di Mezzocorona nel 1991.

## La sede
L'odierna sede dell'azienda, la Cittadella del Vino, è stata completata nell'agosto 2004 su progetto dell'architetto Alberto Cecchetto. Lo studio del suo tetto a “onda” riprende il susseguirsi dei vigneti coltivati a pergola.